# ВЕС DanTysk
ВЕС DanTysk (нім. Offshore-Windpark DanTysk) — німецька офшорна вітроелектростанція, введена в експлуатацію у 2015 році. Місце для розміщення ВЕС обрали в Північному морі за 70 км на захід від острова Зильт, що лежить біля узбережжя Шлезвіг-Гольштейну. Північніше станції починається данський сектор моря.
Будівництво власне ВЕС розпочалось у 2013 році зі спорудження фундаментів. Усі 80 монопаль та перехідних елементів (до останніх безпосередньо кріпляться башти вітроагрегатів) встановило самопідіймальне судно Seafox 5.
Згідно з первісними планами монтаж вітрових турбін мало виконувати судно Pacific Orca, спорудження якого завершувалось на південнокорейській верфі. Проте в підсумку цю роботу доручили іншому судну тієї ж компанії — Pacific Osprey.
Плавучий крану Oleg Strashnov здійснив роботи за спорудження офшорної трансформаторної підстанції, змонтувавши як ґратчату опорну основу («джакет»), так і надбудову з обладнанням («топсайд»). При проведенні налагоджувальних робіт організували проживання персоналу на судні GMS Endeavour. Останнє було дообладнане 11 житловими модулями, призначеними для переміщення по завершенні робіт на підстанцію.
Для видачі продукції кабелеукладальне судно Giulio Verne проклало два кабелі по 10 км до офшорної платформи SylWin alpha, яка перетворює змінний струм у прямий для подальшої подачі на берег за допомогою технології HVDC (лінії постійного струму високої напруги).
Особливістю проекту стала наявність житлової платформи для обслуговчого персоналу. Цей змонтований плавучим краном Stanislav Yudin об'єкт здатен прийняти до 50 осіб. На площі 2500 м2 розміщено індивідуальні кімнати, приміщення для відпочинку і медпункт.
80 вітроагрегатів ВЕС розташовані на площі 71 км2 в районі з глибинами моря від 21 до 31 метра. На баштах висотою 88 метрів змонтували вітрові турбіни Siemens типу SWT-3.6-120 одиничною потужністю 3,6 МВт та діаметром ротора 120 метрів.
Загальна вартість проекту, реалізованого компаніями Vattenfall та Stadtwerke München, становила 1 млрд євро. Очікується, що станція вироблятиме 1,3 млрд кВт-год електроенергії на рік.